# Wanda (Minnesota)
Wanda és una ciutat dels Estats Units a l'estat de Minnesota. Segons el cens del 2000 tenia 103 habitants.

## Demografia
Segons el cens del 2000, Wanda tenia 103 habitants, 45 habitatges, i 27 famílies. La densitat de població era de 159,1 habitants per km².
Dels 45 habitatges en un 24,4% hi vivien nens de menys de 18 anys, en un 48,9% hi vivien parelles casades, en un 11,1% dones solteres, i en un 37,8% no eren unitats familiars. En el 37,8% dels habitatges hi vivien persones soles el 20% de les quals corresponia a persones de 65 anys o més que vivien soles. El nombre mitjà de persones vivint en cada habitatge era de 2,29 i el nombre mitjà de persones que vivien en cada família era de 3,04.
Per edats la població es repartia de la següent manera: un 23,3% tenia menys de 18 anys, un 7,8% entre 18 i 24, un 19,4% entre 25 i 44, un 26,2% de 45 a 60 i un 23,3% 65 anys o més.
L'edat mediana era de 44 anys. Per cada 100 dones de 18 o més anys hi havia 102,6 homes.
La renda mediana per habitatge era de 36.250 $ i la renda mediana per família de 41.250 $. Els homes tenien una renda mediana de 29.444 $ mentre que les dones 11.667 $. La renda per capita de la població era de 16.213$. Cap de les famílies i el 3,6% de la població estaven per davall del llindar de pobresa.

## Poblacions properes
El següent diagrama mostra les poblacions més properes.